# 윙 (가수)
윙은 홍콩 출신의 뉴질랜드의 가수이다. 본명은 윙 한 짱 (Wing Han Tsang, 曾詠韓)이다.
윙은 뉴질랜드로 이민간 이후부터 취미로 노래를 시작했으며, 오클랜드의 병원과 요양원들을 돌며 환자들을 위해 공연을 하였다. 곧 그녀에게 음반을 내자는 제의가 들어왔으며, 앤드루 로이드 웨버의 뮤지컬의 주요 곡들의 멜로디를 따와 전자 키보드 반주로 노래를 불러 오페라의 유령이라는 제목의 음반으로 데뷔하게 된다. 이 음반은 성공을 거두었고, 이후 윙은 계속하여 유명한 노래들을 녹음하여 이를 음반으로 냈다.
그녀는 스포츠카페(SportsCafe), 로브 라이브(Rove Live), 어노잉 뮤직 쇼(The Annoying Music Show)등에 출연했다. 또한 그녀는 2005년 3월, 《사우스 파크》에 그녀의 이름과 같은 제목의 에피소드에 출연하기도 했다. 사우스 파크 DVD에 따르면 《사우스 파크》의 제작자 트레이 파커와 맷 스톤은 윙이 노래의 사용을 허락하기 전에 그녀가 만화에 등장하는 것을 허락할 수밖에 없었다고 한다. 또한 파커는 윙으로부터 《사우스 파크》 덕에 앨범 판매량이 껑충 뛰었다는 내용의 감사편지를 받았다. 또한 그녀의 노래 견본이 루스 마틴 쇼(The Russ Martin Show)에서 방송되었으며, 마틴은 시청자들을 윙이 음반 계약을 맺기 위해 찾아온 귀머거리 미국 여성이라고 속였다.
윙은 뉴질랜드에서 활동하고 있으며, 웰링턴에 있는 마세 대학의 오리엔테이션에도 참여했다.
2007년 8월 21일 윙은 샌프란시스코에서 미국에서의 데뷔 무대를 가졌다.
2008년 5월 1일, 윙은 BBC의 Radio 1's Big Weekend 2008에서 공연을 가졌다. 윙은 댄싱 퀸(Dancing Queen), 맘마 미아(Mamma Mia), Candle in the Wind 등을 불러 관중들의 박수갈채를 받았다.

## 작품 목록
2008년까지 윙은 14장의 음반을 냈다.
- Phantom of the Opera
- I Could Have Danced All Night
- The Sound of Music and the Prayer
- Wing Sings The Carpenters
- Wing Sings All Your Favourites
- Everyone Sings Carols with Wing
- Wing Sings the Songs You Love
- Beatles Classics by Wing
- Dancing Queen by Wing
- Wing Sings AC/DC
- Wing Sings Elvis
- Breathe
- Wing Sings More AC/DC
- One Voice

윙은 "Highway to Hell", "Suddenly Seymour" (뮤지컬 Little Shop of Horrors의 곡)와 같은 노래도 불렀다.